# Nuit d'étoiles
Nuit d'étoiles est une mélodie de Claude Debussy composée en 1880 sur un poème de Théodore de Banville.

## Composition
Debussy compose à l'âge de dix-huit ans Nuit d'étoiles sur un poème de Théodore de Banville, tiré des Stalactites, en 1880. Il s'agit de sa première œuvre éditée, par la Société artistique d'édition d'Estampes et de Musique. Le manuscrit porte comme incipit « Nuit d'étoiles, sous tes voiles. » et est dédiée à Mme Moreau-Sainti, dont il était l'accompagnateur de la classe de chant (c'est ici qu'il rencontrera Marie-Blanche Vasnier).

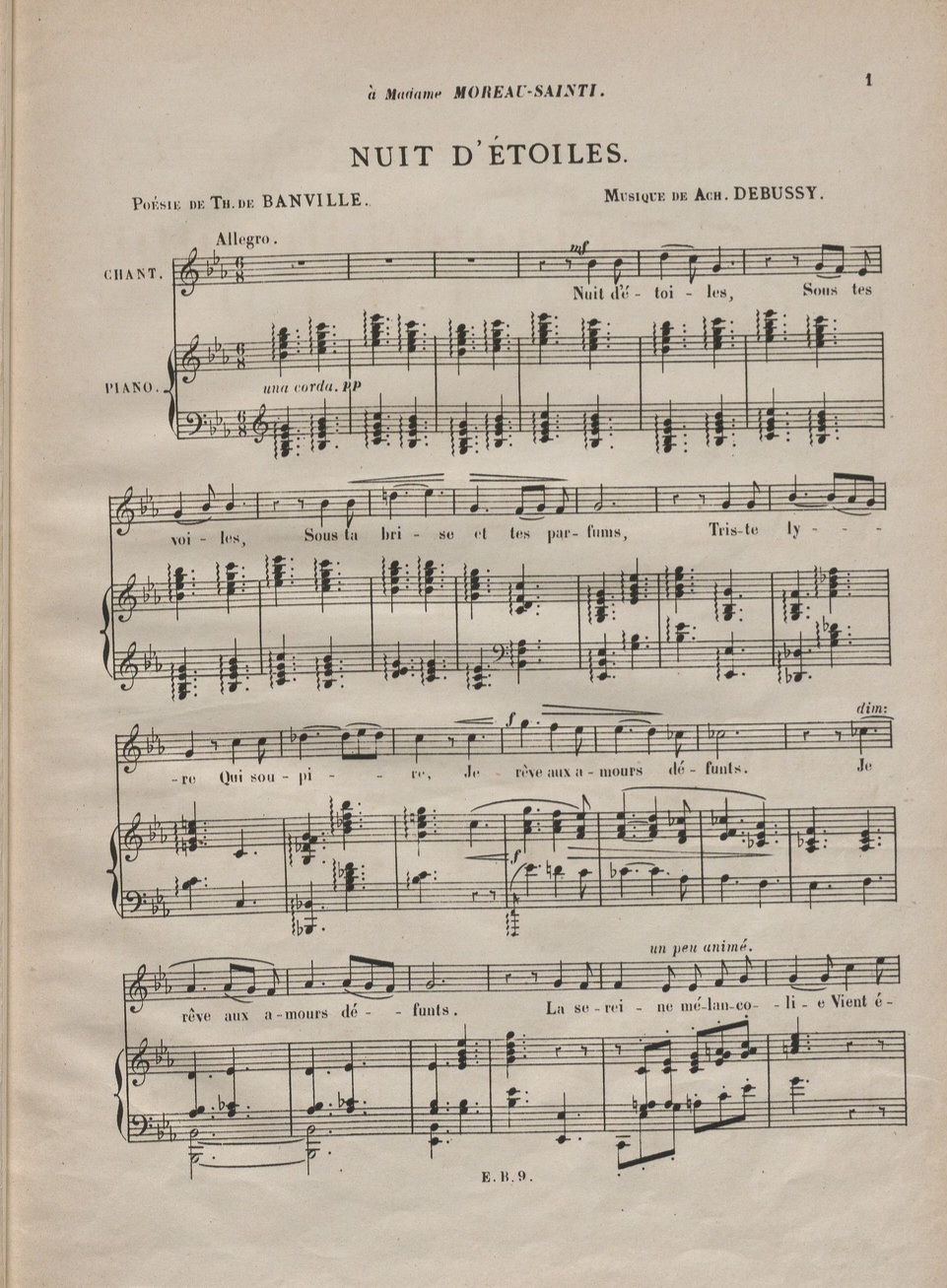
1ère édition : Paris, Société artistique d'édition d'Estampes et de Musique, 1882

Cette mélodie s'inscrit dans la lignée des pièces inspirée par le ciel et le cosmos chez Debussy (Clair de lune pour voix et piano, Nocturne, Clair de lune  pour piano, Et la lune descend sur le temple qui fut, Nuages des Nocturnes pour orchestre, Trois scènes au crépuscule, Brouillards, La Terrasse des audiences du clair de lune). Des arpèges ethérés introduisent la mélodie, dont la structure rappelle sa dimension nocturne.
Véronique Gens, Natalie Dessay, Sophie Karthäuser ou encore Sabine Devieilhe l'ont enregistré en studio.

### Extrait du texte
Nuit d’étoiles, sous tes voiles,
sous ta brise et tes parfums,
triste lyre qui soupire,
je rêve aux amours défunts.